# Ferrosur Roca
Ferrosur Roca S.A. es una empresa argentina del sector ferroviario de capitales privados que posee la concesión sobre el manejo de la infraestructura y operación de trenes de carga del Ferrocarril General Roca desde diciembre de 1992.
La compañía es propiedad de la empresa argentina Loma Negra, la cual pertenece al grupo brasileño Mover Participações, anteriormente llamado Camargo Correa, poseyendo el 80 % a través de su subsidiaria Cofesur. El Estado Nacional posee el 16 % y el 4 % restante pertenece a los empleados a través del fideicomiso Personal de Ferrosur.

## Historia
Tras la política de privatizaciones durante la presidencia de Carlos Menem, la concesión de la operación de trenes de carga del Ferrocarril Roca fue otorgada a Ferrosur Roca. La empresa comenzó sus actividades el 12 de marzo de 1993 sobre una red ferroviaria de 3,342 km. 
La concesión finalizaba en marzo de 2023, pero en 2022 se prorrogó hasta septiembre de 2024, junto a las de FerroExpreso Pampeano y Nuevo Central Argentino. La concesión fue nuevamente prorrogada en octubre de 2024, extendiéndola hasta septiembre de 2025.

## Red operada
Empresa operadora de cargas de una parte del Ferrocarril Roca, que realiza transporte de piedra, cemento, cereales, arena y bobinas (transporte conjunto con NCA); a su vez, tenía conexión con las redes de Ferroexpreso Pampeano S.A., Nuevo Central Argentino S.A., y Trenes Argentinos Cargas, y acceso a las terminales portuarias de Buenos Aires, Dock Sud, La Plata, Campana, San Nicolás, Rosario, Bahía Blanca y Quequén. De ellas, opera Buenos Aires, Dock Sud, La Plata y Bahía Blanca.

## Accidentes
En 2017, un tren de carga de Ferrosur Roca, que iba de Bahía Blanca a Cañuelas, descarriló en Sierra de la Ventana y provocó daños en la estación.